# Caruru (plato)

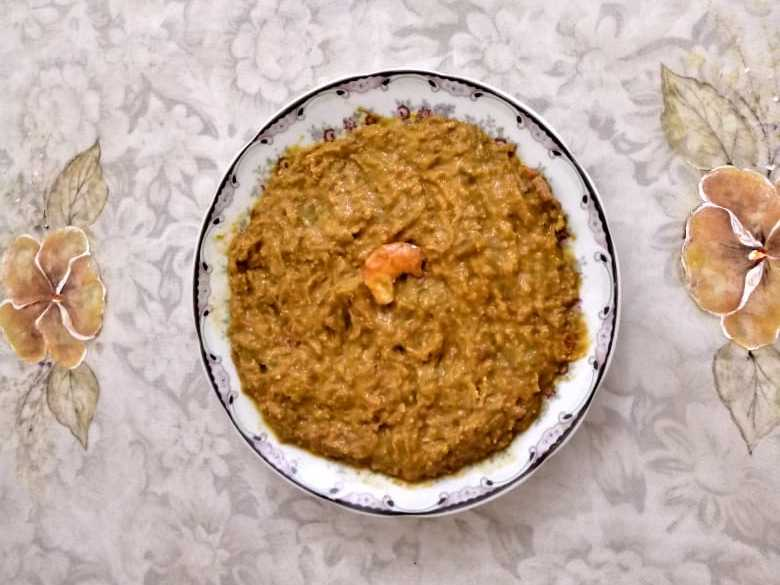
Caruru

El caruru es un plato típico y tradicional de la cocina brasileña, y especialmente de Bahía. Se trata de un alimento ritual originario del candomblé, llevada probablemente a Brasil por los esclavos africanos. Se puede comer acompañado de acarajé o abará.
Se prepara con ocras (quiabo, una verdura que se cree procede de África), cebolla, camarones frescos y secos, aceite de palma (azeite de dendê), anacardos (castanha-de-caju) tostados y molidos y cacahuetes tostados sin cáscara y molidos.